# Leiodes brunnea
Leiodes brunnea är en skalbaggsart som först beskrevs av Sturm 1807.  Leiodes brunnea ingår i släktet Liodes, och familjen mycelbaggar. Arten har ej påträffats i Sverige.